# Lista planetelor minore/35801–35900
Aceasta este Lista planetelor minore/35801–35900; pentru a naviga prin lista completă vezi Lista planetelor minore.
Pentru ale detalii vezi și Proiect:Astronomie sau Portal:Astronomie.
| Nume    | Denumire provizorie | Data descoperirii | Locul descoperirii | Descoperitor(i) |
| ------- | ------------------- | ----------------- | ------------------ | --------------- |
| 35801 - | 1999 JB38           | 10 mai 1999       | Socorro            | LINEAR          |
| 35802 - | 1999 JF39           | 10 mai 1999       | Socorro            | LINEAR          |
| 35803 - | 1999 JT40           | 10 mai 1999       | Socorro            | LINEAR          |
| 35804 - | 1999 JK41           | 10 mai 1999       | Socorro            | LINEAR          |
| 35805 - | 1999 JP41           | 10 mai 1999       | Socorro            | LINEAR          |
| 35806 - | 1999 JB42           | 10 mai 1999       | Socorro            | LINEAR          |
| 35807 - | 1999 JS42           | 10 mai 1999       | Socorro            | LINEAR          |
| 35808 - | 1999 JA43           | 10 mai 1999       | Socorro            | LINEAR          |
| 35809 - | 1999 JY43           | 10 mai 1999       | Socorro            | LINEAR          |
| 35810 - | 1999 JB44           | 10 mai 1999       | Socorro            | LINEAR          |
| 35811 - | 1999 JS45           | 10 mai 1999       | Socorro            | LINEAR          |
| 35812 - | 1999 JD46           | 10 mai 1999       | Socorro            | LINEAR          |
| 35813 - | 1999 JM47           | 10 mai 1999       | Socorro            | LINEAR          |
| 35814 - | 1999 JK48           | 10 mai 1999       | Socorro            | LINEAR          |
| 35815 - | 1999 JO48           | 10 mai 1999       | Socorro            | LINEAR          |
| 35816 - | 1999 JU49           | 10 mai 1999       | Socorro            | LINEAR          |
| 35817 - | 1999 JV49           | 10 mai 1999       | Socorro            | LINEAR          |
| 35818 - | 1999 JC50           | 10 mai 1999       | Socorro            | LINEAR          |
| 35819 - | 1999 JG50           | 10 mai 1999       | Socorro            | LINEAR          |
| 35820 - | 1999 JM50           | 10 mai 1999       | Socorro            | LINEAR          |
| 35821 - | 1999 JW50           | 10 mai 1999       | Socorro            | LINEAR          |
| 35822 - | 1999 JD52           | 10 mai 1999       | Socorro            | LINEAR          |
| 35823 - | 1999 JQ52           | 10 mai 1999       | Socorro            | LINEAR          |
| 35824 - | 1999 JF53           | 10 mai 1999       | Socorro            | LINEAR          |
| 35825 - | 1999 JL53           | 10 mai 1999       | Socorro            | LINEAR          |
| 35826 - | 1999 JT53           | 10 mai 1999       | Socorro            | LINEAR          |
| 35827 - | 1999 JY53           | 10 mai 1999       | Socorro            | LINEAR          |
| 35828 - | 1999 JZ53           | 10 mai 1999       | Socorro            | LINEAR          |
| 35829 - | 1999 JH54           | 10 mai 1999       | Socorro            | LINEAR          |
| 35830 - | 1999 JL54           | 10 mai 1999       | Socorro            | LINEAR          |
| 35831 - | 1999 JN55           | 10 mai 1999       | Socorro            | LINEAR          |
| 35832 - | 1999 JR56           | 10 mai 1999       | Socorro            | LINEAR          |
| 35833 - | 1999 JN57           | 10 mai 1999       | Socorro            | LINEAR          |
| 35834 - | 1999 JT57           | 10 mai 1999       | Socorro            | LINEAR          |
| 35835 - | 1999 JD58           | 10 mai 1999       | Socorro            | LINEAR          |
| 35836 - | 1999 JG58           | 10 mai 1999       | Socorro            | LINEAR          |
| 35837 - | 1999 JH58           | 10 mai 1999       | Socorro            | LINEAR          |
| 35838 - | 1999 JN58           | 10 mai 1999       | Socorro            | LINEAR          |
| 35839 - | 1999 JV58           | 10 mai 1999       | Socorro            | LINEAR          |
| 35840 - | 1999 JH59           | 10 mai 1999       | Socorro            | LINEAR          |
| 35841 - | 1999 JR59           | 10 mai 1999       | Socorro            | LINEAR          |
| 35842 - | 1999 JX59           | 10 mai 1999       | Socorro            | LINEAR          |
| 35843 - | 1999 JZ59           | 10 mai 1999       | Socorro            | LINEAR          |
| 35844 - | 1999 JD60           | 10 mai 1999       | Socorro            | LINEAR          |
| 35845 - | 1999 JM60           | 10 mai 1999       | Socorro            | LINEAR          |
| 35846 - | 1999 JO60           | 10 mai 1999       | Socorro            | LINEAR          |
| 35847 - | 1999 JJ61           | 10 mai 1999       | Socorro            | LINEAR          |
| 35848 - | 1999 JY61           | 10 mai 1999       | Socorro            | LINEAR          |
| 35849 - | 1999 JK62           | 10 mai 1999       | Socorro            | LINEAR          |
| 35850 - | 1999 JS62           | 10 mai 1999       | Socorro            | LINEAR          |
| 35851 - | 1999 JW62           | 10 mai 1999       | Socorro            | LINEAR          |
| 35852 - | 1999 JD63           | 10 mai 1999       | Socorro            | LINEAR          |
| 35853 - | 1999 JY63           | 10 mai 1999       | Socorro            | LINEAR          |
| 35854 - | 1999 JZ63           | 10 mai 1999       | Socorro            | LINEAR          |
| 35855 - | 1999 JC64           | 10 mai 1999       | Socorro            | LINEAR          |
| 35856 - | 1999 JG64           | 10 mai 1999       | Socorro            | LINEAR          |
| 35857 - | 1999 JN64           | 10 mai 1999       | Socorro            | LINEAR          |
| 35858 - | 1999 JZ65           | 12 mai 1999       | Socorro            | LINEAR          |
| 35859 - | 1999 JN66           | 12 mai 1999       | Socorro            | LINEAR          |
| 35860 - | 1999 JO66           | 12 mai 1999       | Socorro            | LINEAR          |
| 35861 - | 1999 JT66           | 12 mai 1999       | Socorro            | LINEAR          |
| 35862 - | 1999 JO67           | 12 mai 1999       | Socorro            | LINEAR          |
| 35863 - | 1999 JX67           | 12 mai 1999       | Socorro            | LINEAR          |
| 35864 - | 1999 JG68           | 12 mai 1999       | Socorro            | LINEAR          |
| 35865 - | 1999 JL68           | 12 mai 1999       | Socorro            | LINEAR          |
| 35866 - | 1999 JM68           | 12 mai 1999       | Socorro            | LINEAR          |
| 35867 - | 1999 JO68           | 12 mai 1999       | Socorro            | LINEAR          |
| 35868 - | 1999 JP68           | 12 mai 1999       | Socorro            | LINEAR          |
| 35869 - | 1999 JR68           | 12 mai 1999       | Socorro            | LINEAR          |
| 35870 - | 1999 JQ69           | 12 mai 1999       | Socorro            | LINEAR          |
| 35871 - | 1999 JW70           | 12 mai 1999       | Socorro            | LINEAR          |
| 35872 - | 1999 JB72           | 12 mai 1999       | Socorro            | LINEAR          |
| 35873 - | 1999 JO72           | 12 mai 1999       | Socorro            | LINEAR          |
| 35874 - | 1999 JU72           | 12 mai 1999       | Socorro            | LINEAR          |
| 35875 - | 1999 JP73           | 12 mai 1999       | Socorro            | LINEAR          |
| 35876 - | 1999 JX74           | 12 mai 1999       | Socorro            | LINEAR          |
| 35877 - | 1999 JR75           | 10 mai 1999       | Socorro            | LINEAR          |
| 35878 - | 1999 JX75           | 10 mai 1999       | Socorro            | LINEAR          |
| 35879 - | 1999 JA76           | 10 mai 1999       | Socorro            | LINEAR          |
| 35880 - | 1999 JC76           | 10 mai 1999       | Socorro            | LINEAR          |
| 35881 - | 1999 JM77           | 12 mai 1999       | Socorro            | LINEAR          |
| 35882 - | 1999 JT77           | 12 mai 1999       | Socorro            | LINEAR          |
| 35883 - | 1999 JH78           | 13 mai 1999       | Socorro            | LINEAR          |
| 35884 - | 1999 JW78           | 13 mai 1999       | Socorro            | LINEAR          |
| 35885 - | 1999 JO79           | 13 mai 1999       | Socorro            | LINEAR          |
| 35886 - | 1999 JG80           | 12 mai 1999       | Socorro            | LINEAR          |
| 35887 - | 1999 JH80           | 12 mai 1999       | Socorro            | LINEAR          |
| 35888 - | 1999 JS80           | 12 mai 1999       | Socorro            | LINEAR          |
| 35889 - | 1999 JA81           | 12 mai 1999       | Socorro            | LINEAR          |
| 35890 - | 1999 JR81           | 12 mai 1999       | Socorro            | LINEAR          |
| 35891 - | 1999 JS81           | 12 mai 1999       | Socorro            | LINEAR          |
| 35892 - | 1999 JV82           | 12 mai 1999       | Socorro            | LINEAR          |
| 35893 - | 1999 JC83           | 12 mai 1999       | Socorro            | LINEAR          |
| 35894 - | 1999 JF83           | 12 mai 1999       | Socorro            | LINEAR          |
| 35895 - | 1999 JX83           | 12 mai 1999       | Socorro            | LINEAR          |
| 35896 - | 1999 JW84           | 13 mai 1999       | Socorro            | LINEAR          |
| 35897 - | 1999 JU85           | 10 mai 1999       | Socorro            | LINEAR          |
| 35898 - | 1999 JC86           | 12 mai 1999       | Socorro            | LINEAR          |
| 35899 - | 1999 JC87           | 12 mai 1999       | Socorro            | LINEAR          |
| 35900 - | 1999 JH88           | 12 mai 1999       | Socorro            | LINEAR          |